# 76,2mm KT-28 kanon
De KT-28 of 76 mm tankkanon model 1927/32 (Russisch:76-мм танковая пушка образца 1927/32 годов (КТ)) is een Russisch tankkanon gebruikt tussen 1932 en 1943. Het kaliber is 76,2 mm en het is gebruikt op de T-28, T-35, BT-7A, Т-26-4 en verschillende prototypes.